# Eoin Colfer
Eoin (udtales Owen) Colfer (født 14. maj 1965 i byen Wexford i Irland) er en irsk forfatter. Han skrev sin første bog i år 1998 da han var 33 år gammel. Den hed Benny og Omar.
Eoin Colfer er forfatter til serien om Artemis Fowl.
I 2001 udgav han den første bog i Artemis Fowl-serien og fik verden over en bestseller-plads. Siden har han udgivet 7 bøger i serien (eksklusiv ekstra materialer) og over 19 bøger til i dag.
I 2009 udgav han bogen Airman og blev desuden færdig med det 6. bind i Artemis Fowl-serien.
I 2010 udgav han 7. bind i Artemis Fowl-serien.
Det første bind i Artemis Fowl er udkom i 2007 som tegneserie på engelsk. Og den anden kom 2009. Der går rygter om, at det 3. bind også snart udkommer som tegneserie. Ingen af dem er oversat til dansk.

## Privatliv
Forfatteren er gift og har to børn.

### Benny Shaw
- # Benny and Omar (1998)
- # Benny and Babe (1999)

### O'Brien Flyers
Colfer har bidraget med tre bøger i serien, der er skrevet af forskellige forfattere:
- 1. Going Potty (1999)
- 4. Ed's Funny Feet (2000)
- 7. Ed's Bed (2001)

### Artemis Fowl
Artemis Fowl
- 2001 Artemis Fowl
- 2002 Artemis Fowl: Det Arktiske Intermezzo
- 2003 Artemis Fowl: Evighedskoden
- 2004 Artemis Fowl: Opals Hævn
- 2006 Artemis Fowl: Den Tabte Koloni
- 2008 Artemis Fowl: Tidsparadokset
- 2010 Artemis Fowl: Atlantiskomplekset
- 2012 Artemis Fowl: Den Sidste Vogter[1]

The Fowl Twins
- 1. The Fowl Twins (2019)
- 2. The Fowl Twins Deny All Charges (2020)
- 3. The Fowl Twins Get What They Deserve (2021)

Øvrige bøger
- LEPrecon (korthistorie; 2004)
- Den Syvende Dværg (korthistorie; 2004)
- The Artemis Fowl Files (2004)
- Artemis Fowl: The Graphic Novel (2007)
- Artemis Fowl and the Arctic Incident - The Graphic Novel (2009)
- Artemis Fowl and the Eternity Code - The Graphic Novel (9. juli 2013)
- Artemis Fowl and the Opal Deception - Graphic Novel

Der er planlagt grafiske noveller for alle bøgerne i Artemis Fowl-serien.

### The Supernaturalist
- Dæmonjægerne (2. maj 2004)

Yderligere bøger
- The Supernaturalist: The Graphic Novel (10. juli 2012)

### Eoin Colfer's Legends
- Legend of Spud Murphy (2005)
- Legend of Captain Crow’s Teeth (2006)
- Legend of the Worst Boy in the World (2008)

### W.A.R.P.(Witness Anonymous Relocation Program)
- 1. W.A.R.P. The Reluctant Assassin (11. april 2013)[2]
- 2. W.A.R.P. The Hangman's Revolution (24. juni 2014)
- 3. W.A.R.P. The Forever Man (15. september 2015)

### Half Moon Investigations
- 1. Half Moon Investigations (27. marts 2006)
- 2. Half Moon Investigations 2 (expected)

### The Hitchhiker's Guide to the Galaxy
De første fem romaner i Hitchhiker "trilogien" blev skrevet af Douglas Adams. Adams' enke, Jane Belson, og forlaget der har rettighederne til Adams' bøger bad Colfer om at skrive endnu en bog, som Adams havde planlagt til serien. Colfer var allerede fan af serien og så muligheden som "lige pludseligt at blive tilbudt en superkraft efter eget valg ... I årevis har jeg afsluttet denne fantastiske historie i mit hoved, og nu har jeg muligheden for at gøre det i virkeligheden ... Det er en gave fra guderne. Så tak, Thor og Odin."
- 6. And Another Thing... (2009)

### Daniel McEvoy
- 1. Plugged (1 May 2011)
- 2. Screwed (9 May 2013)

### Marvel
- Iron Man: the Gauntlet (6. oktober 2016).[4]

### Selvstændige romaner
- The Wish List (31. januar 2001)
- Click, chapter 3 (1. oktober 2007)
- Airman (2. januar 2008)
- Highfire (28. januar 2020) (også kaldet The Last Dragon on Earth)

### Children's Books
- Imaginary Fred (oktober 2015, medOliver Jeffers)[5]

## Musicals
- Noel (2016)[6][7]

## Priser
- British Book Awards Children's Book of the Year (2001)
- WH Smith ‘People’s Choice’ Children’s Book of the Year (2001)
- The Bisto Merit Award (2001 og 2002).

## Film
Colfer arbejder i øjeblikket med adskillige nye udgivelser, blandt andet bogen Plugged, men han arbejder også på at få både Artemis Fowl og Airman filmatiseret.